# 저청중학교
저청중학교(楮淸中學校)는 대한민국 제주특별자치도 제주시 한경면 청수리에 있는 공립 중학교이다.

## 학교 연혁
- 1958년 10월 16일 : 구립 저청고등공민학교 3학급 설립 인가
- 1963년 9월 14일 : 저청중학교 설립 인가 신청
- 1963년 12월 4일 : 저청중학교 3학급 인가
- 1964년 3월 10일 : 개교
- 1973년 2월 28일 : 6학급 편성
- 1995년 3월 1일 : 3학급 편성
- 1999년 9월 1일 : 저청 초·중학교 통합
- 2007년 3월 1일 : 제주특별자치도교육청지정 사이버가정학습 시범학교(~2009.02.28)
- 2013년 3월 1일 : 도교육청 지정 저작권교육 정책 연구학교 선정
- 2016년 3월 1일 : 제주형 자율학교[다혼디배움학교] 지정(2016.03.01.~2020.02.29.)
- 2020년 3월 1일 : 제주형 자율학교[다혼디배움학교] 재지정(2020.03.01.~2024.02.29.)
- 2021년 3월 1일 : 통합 제10대 소대진 교장 부임
- 2022년 12월 30일 : 제57회 졸업 13명(총 졸업자수 2,746명)

## 참고 자료
- 저청중학교 - 한국교육학술정보원 학교알리미